# La Petite Model A
Der La Petite Model A war ein nur 1905 und 1906 angebotener, US-amerikanischer Kleinwagen bzw. eine Voiturette. Hersteller war die Detroit Automobile Manufacturing Company in Detroit (Michigan), Konstrukteur J.P. La Vigne, der später auch den gleichnamigen Cyclecar entwarf.

## La Petite
La Petite, dem mehrere Prototypen vorausgegangen waren, wurde der Öffentlichkeit auf der Detroit Automobile Show von 1903 präsentiert. Gezeigt wurde die Voiturette unter einem großen Werbebanner mit der Aufschrift Within the Reach of All („Für jeden erreichbar“), was sich sowohl auf den Verkaufspreis von nur US$ 375.- (für den Roadster) bezog wie auch auf die geringen Unterhaltskosten.
Das Fahrzeug wurde seinem Namen (La Petite heißt „der Kleine“) vollauf gerecht. Es hatte einen Radstand von nur 60 Zoll (1524 mm) bis 65 Zoll (1651 mm) als Lieferwagen und wog nur 350 lb (knapp 160 kg). Zum Vergleich: Der aktuelle Smart Fortwo hat einen Radstand von 1873 mm und ein Leergewicht von 880 kg. Im Verhältnis zur Größe des Fahrzeugs riesige Artillerieräder der Dimension 28 × 2,5 Zoll ließen es gedrungen erscheinen.
Der je nach Quelle 4 bis 5 PS (3–3,7 kW) starke Einzylinder-Zweitaktmotor war luftgekühlt und hatte nur 14,7 c.i. (241 cm³) Hubraum aus 2 ½ Zoll Bohrung und 3 Zoll Hub (63,5 × 76,2 mm). Er wurde nach La Vignes Plänen in einer Detroiter Motorengießerei gefertigt. Für den Nachfolger Paragon mit zunächst identischem Antrieb ist ein Zweitaktmotor vermerkt. Als Einzylinder ergaben sich mit dieser Bohrung 2 ½ Steuer-PS nach A.L.A.M.-Rating. Die Leistungsangabe entspricht auch dem damaligen britischen R.A.C.-Rating, sagt aber über die tatsächliche Motorleistung wenig aus.
Der Motor war vorn unter einer Haube untergebracht. Die auch sonst durchaus moderne Konstruktion wies bereits ein Dreigang-Planetengetriebe und Kardanantrieb auf. Einer zeitgenössischen Abbildung zufolge hatte La Petite  auch schon ein Lenkrad anstelle des in dieser Klasse verbreiteten Lenkhebels. Demnach scheint es rundum Halbelliptik-Blattfedern gegeben zu haben. Wie zahlreiche Fahrzeuge aus dieser Zeit war es rechtsgelenkt.
Wie erwähnt, kostete der zweisitzige Runabout US$ 375.-. Für den etwas längeren Lieferwagen wurden US$ 425.- verlangt.
La Vigne war allerdings unzufrieden mit dem Motor und wohl auch mit der Konstruktion. Er verließ das Unternehmen noch 1905, nachdem etwa 200 La Petite gebaut worden waren.

## Paragon
Nach einer Quelle war La Petite noch 1906 lieferbar. Die Detroit Automobile Manufacturing Company entschloss sich, das Fahrzeug danach in leicht überarbeiteter Form und mit neuem Namen weiterzubauen. Der Paragon (eine Modellbezeichnung ist nicht überliefert) war demnach bis auf einen etwas verlängerten Radstand von 68 Zoll (1727 mm) baugleich mit dem La Petite Model A. Der Hersteller versprach nun eine Höchstgeschwindigkeit von 22 mph (35,4 km/h). Der Motor wurde nach kurzer Zeit durch einen Viertakt-Zweizylinder unbekannter Herkunft ersetzt. Er hatte quadratische Bohrung und Hub von je 3 Zoll (76,2 mm), einen Hubraum von 42,7 c.i. (695 cm³) und 5 bhp (3,7 kW) Leistung. Daraus ergibt sich ein A.L.A.M.-Rating von 7 ½ PS.
Eine Erklärung dafür, dass für den Paragon ein höheres Gewicht genannt wird als für La Petite, findet sich nicht. Eine Quelle nennt für den Paragon-Einzylinder 550 lb (250 kg) und 650 lb (295 kg) für den Zweizylinder, der nach der gleichen Quelle zudem etwas größere Räder der Dimension 30 × 3 Zoll hatte. Eine andere Quelle nennt für den Paragon pauschal 650 lb. Zu einem allfälligen Paragon-Lieferwagen findet sich kein Hinweis.

Einer zeitgenössischen Abbildung zufolge wurde der Paragon äußerlich modernisiert. So erhielt er eine Motorhaube mit unten auskragenden Seitenteilen, die jenen von zeitgenössischen Buick, Cadillac, Ford oder Reo ähnlich sah, und ein Stoffverdeck war offensichtlich lieferbar. Es ist jedoch nicht ersichtlich, ob die Aufnahme die Ein- oder die Zweizylinderversion zeigt.

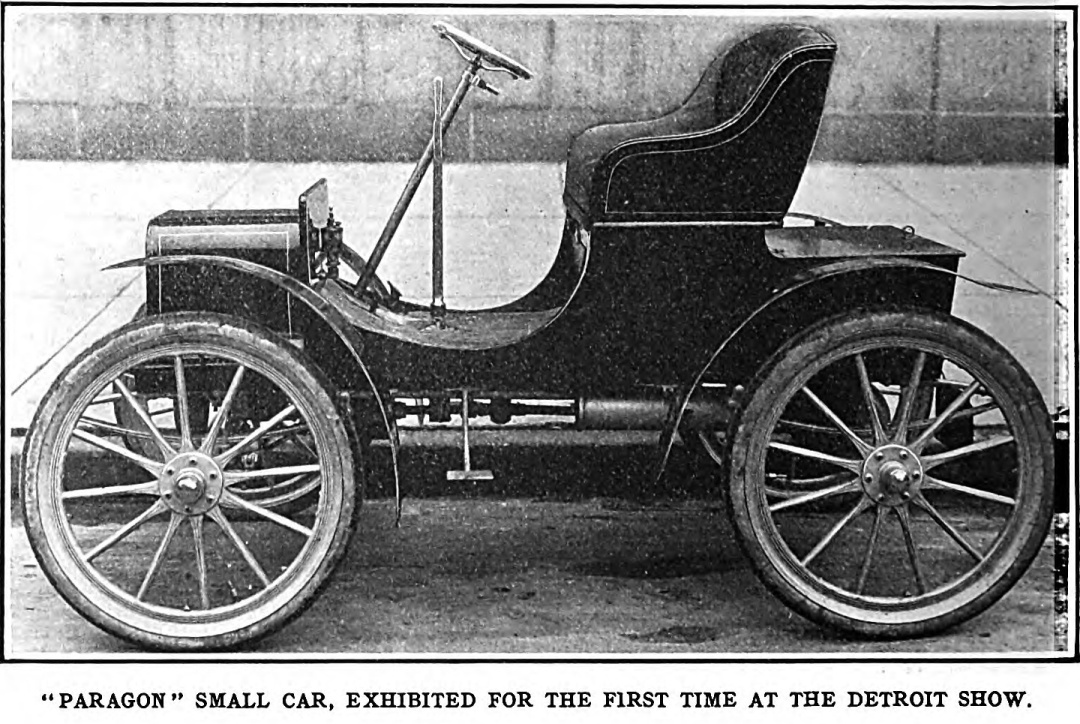
Paragon 5 HP (1906)

Warum sich  nur etwa 200 La Petite und noch weniger Paragon verkaufen ließen, ist unklar. Das Fahrzeug war geringfügig kleiner und etwas schwächer motorisiert als der Marktführer Oldsmobile Curved Dash, der aber mit US$ 650.- (1904: US$ 675.-) deutlich teurer war.